# الحراس الخالدون 2
الحرّاس الخالدون 2 (بالإنجليزية: The Old Guard 2) هو فيلم أبطال خارقين أمريكي من إخراج فيكتوريا ماهوني وبطولة تشارليز ثيرون، كيكي لين، مروان كنزاري، لوكا مارينللي، ماتياس شونارتس، شيواتال إيجيوفور، أوما ثورمان وهنري غولدينج.

## التصوير
بدأ التصوير الرئيسي للفيلم في يونيو 2022، واكتمل في سبتمبر من نفس العام.

## روابط خارجية
- الحراس الخالدون 2 على موقع IMDb (الإنجليزية)
- الحراس الخالدون 2 على موقع ميتاكريتيك (الإنجليزية)
- الحراس الخالدون 2 على موقع روتن توميتوز (الإنجليزية)
- الحراس الخالدون 2 على موقع نتفليكس (الإنجليزية)
- الحراس الخالدون 2 على موقع ألو سيني (الفرنسية)
- الحراس الخالدون 2 على موقع قاعدة بيانات الفيلم (الإنجليزية)
- الحراس الخالدون 2 على موقع ليتربوكسد (الإنجليزية)
- الحراس الخالدون 2 على موقع كينوبويسك (الروسية)